# Калитин, Павел Петрович (партийный деятель)
Па́вел Петро́вич Кали́тин (род. 1928) — советский хозяйственный, государственный и политический деятель. Член КПСС.

## Биография
Родился в 1928 году. 
В 1951 году окончил Московский химико-технологический институт им. Д.И. Менделеева.
До 1966 — инженерный работник, секретарь парткома Московского гелиевого комбината.
В 1966—1967 — первый секретарь Тимирязевского районного комитета КПСС города Москвы.
В 1967—1972 — секретарь парткома Министерства химического и нефтяного машиностроения СССР.
В 1972—1985 — генеральный директор научно-промзводственного объединения «Гелиймаш».
В настоящее время проживает в Домодедово.
Жил в Москве.

## Награды
- Орден Трудового Красного Знамени (дважды)
- Орден Дружбы народов (11.03.1981)